# Protaetia
Protaetia (Burmeister, 1842) è un genere di coleotteri appartenenti alla famiglia degli Scarabeidi (sottofamiglia Cetoniinae).

## Descrizione

### Adulto
Le specie appartenenti a questo genere sono insetti di dimensioni medie. Presentano un corpo tozzo e robusto, il cui colore può variare a seconda della specie e possono variare dal verde metallico, al bronzo all'oro, al blu, al rosso, al giallo, al fucsia mentre alcune specie (come Protaetia fusca) possono riportare uno schema cromatico molto particolare rendendo questo uno dei generi più vistosi della sottofamiglia Cetoniinae.

### Larva
Le larve hanno l'aspetto di grossi vermi bianchi dalla forma a "C", con testa e zampe sclerificate.

## Biologia

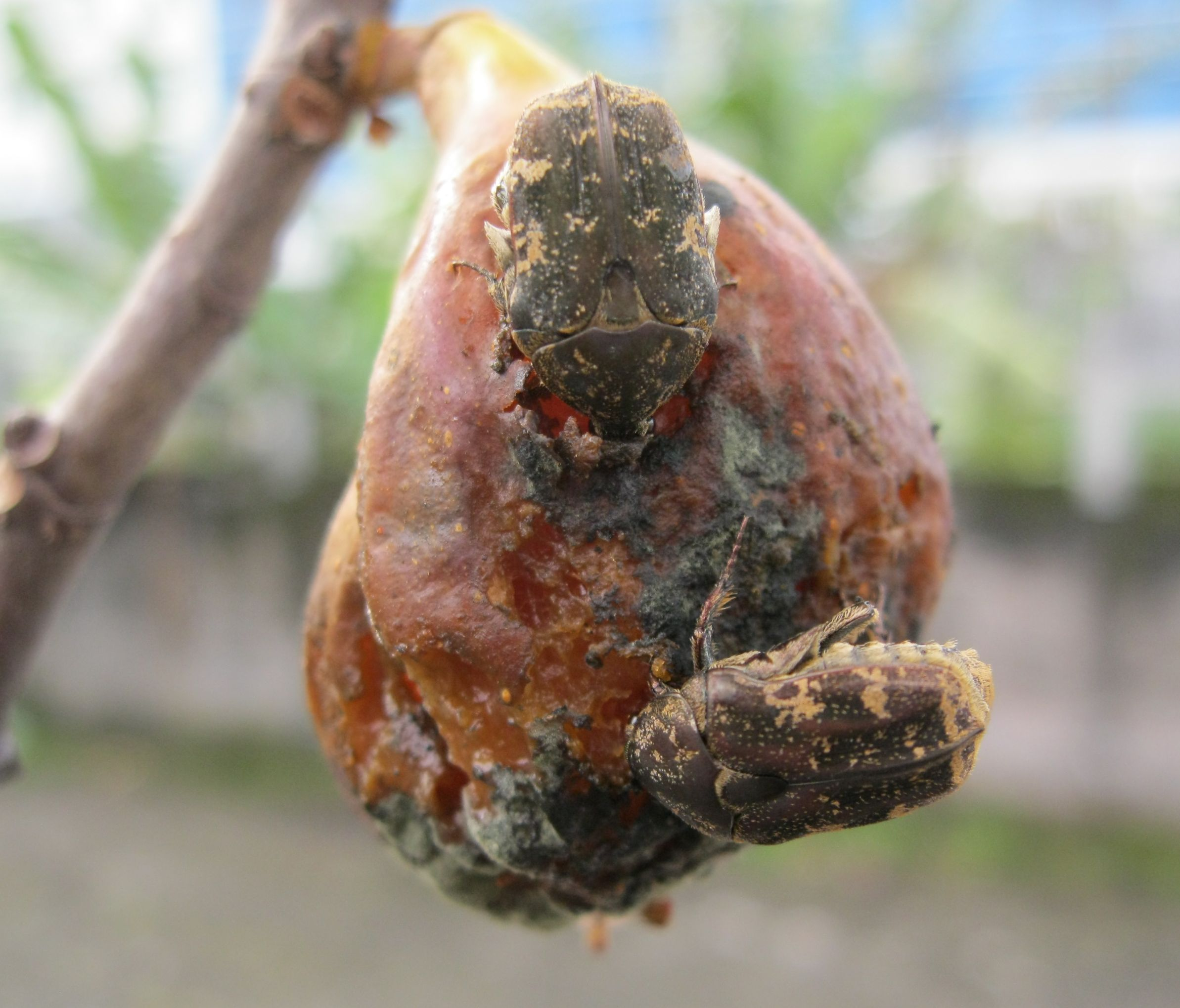
Protaetia fusca.

Gli adulti sono visibili a partire dalla primavera e sono di abitudini diurne. Le loro abitudini alimentari cambiano a seconda della specie ma solitamente si nutrono di fiori, frutta matura o marcescente e della linfa che sgorga dalle crepe sui tronchi degli alberi. Anche lo sviluppo delle larve varia a seconda della specie e la loro dieta può comporsi di legno morto, humus, letame e radici.

## Tassonomia
Il genere Protaetia racchiude le seguenti specie:
- Protaetia absidata
- Protaetia acantha
- Protaetia acutissima
- Protaetia adelpha
- Protaetia adspersa
- Protaetia advena
- Protaetia aeneipes
- Protaetia speciosissima
- Protaetia aethiessina
- Protaetia affinis
- Protaetia afflicta
- Protaetia afghana
- Protaetia agglomerata
- Protaetia alboguttata
- Protaetia allardi
- Protaetia ambigua
- Protaetia andamanarum
- Protaetia andrewsi
- Protaetia angustata
- Protaetia annae
- Protaetia anneliae
- Protaetia anovittata
- Protaetia antoinei
- Protaetia aruensis
- Protaetia asiatica
- Protaetia aterrima
- Protaetia audreyae
- Protaetia aurichalcea
- Protaetia auripes
- Protaetia bellula
- Protaetia besucheti
- Protaetia bidentipes
- Protaetia bifenestrata
- Protaetia bipunctata
- Protaetia bogdanoffi
- Protaetia bogdanovi
- Protaetia boholica
- Protaetia bokonjici
- Protaetia boudanti
- Protaetia boulleti
- Protaetia bremei
- Protaetia brevitarsis
- Protaetia burmanica
- Protaetia buruensis
- Protaetia butozani
- Protaetia calcuttensis
- Protaetia candezei
- Protaetia cariana
- Protaetia carinicollis
- Protaetia catanduanesiensis
- Protaetia cataphracta
- Protaetia cathaica
- Protaetia caucasica
- Protaetia caudata
- Protaetia celebica
- Protaetia ceylanica
- Protaetia chaminadei
- Protaetia chewi
- Protaetia chicheryi
- Protaetia chicheryiana
- Protaetia ciliata
- Protaetia ciocolatina
- Protaetia coenosa
- Protaetia coeruleosignata
- Protaetia collfsi
- Protaetia compacta
- Protaetia confusa
- Protaetia conspersa
- Protaetia crassipes
- Protaetia cretica
- Protaetia culta
- Protaetia cuprea
- Protaetia cupreola
- Protaetia cupriceps
- Protaetia cuprina
- Protaetia cupripes
- Protaetia cyanea
- Protaetia cyanescens
- Protaetia davaoana
- Protaetia dayaoensis
- Protaetia degrevei
- Protaetia descarpentriesi
- Protaetia distincta
- Protaetia drumonti
- Protaetia ducalis
- Protaetia elegans
- Protaetia elizabethae
- Protaetia endroedii
- Protaetia engelhardi
- Protaetia evangelinae
- Protaetia exasperata
- Protaetia excavata
- Protaetia excisithorax
- Protaetia famelica
- Protaetia fausti
- Protaetia ferruginea
- Protaetia fieberi
- Protaetia flutschi
- Protaetia flutschiana
- Protaetia formosana
- Protaetia francisi
- Protaetia franzi
- Protaetia fruhstorferi
- Protaetia fukinukii
- Protaetia fulgidipes
- Protaetia funebris
- Protaetia funesta
- Protaetia fusca
- Protaetia fuscovirens
- Protaetia gertrudae
- Protaetia gestroi
- Protaetia golestanica
- Protaetia goudoti
- Protaetia guérini
- Protaetia gueyraudi
- Protaetia guttulata
- Protaetia hageni
- Protaetia hainanensis
- Protaetia hamidi
- Protaetia hammondi
- Protaetia handschini
- Protaetia heinrichi
- Protaetia herteli
- Protaetia hiekeiana
- Protaetia hieroglyphica
- Protaetia himalayana
- Protaetia horni
- Protaetia humeralis
- Protaetia hungarica
- Protaetia ignisternum
- Protaetia ignot
- Protaetia igorata
- Protaetia ikonomovi
- Protaetia impavida
- Protaetia inanis
- Protaetia incerta
- Protaetia indecora
- Protaetia indica
- Protaetia inexpectata
- Protaetia inquinata
- Protaetia insperata
- Protaetia insularis
- Protaetia interruptecostata
- Protaetia intricata
- Protaetia ishigakai
- Protaetia ishigakia
- Protaetia ismaeli
- Protaetia jacobsoni
- Protaetia jakli
- Protaetia jelineki
- Protaetia johani
- Protaetia judith
- Protaetia kalisi
- Protaetia karbalayei
- Protaetia karelini
- Protaetia kasriadii
- Protaetia kawaii
- Protaetia keithi
- Protaetia keyensis
- Protaetia khorasanica
- Protaetia kohouseki
- Protaetia kuehbandneri
- Protaetia kulabensis
- Protaetia kulzeri
- Protaetia kurosawai
- Protaetia labarosae
- Protaetia laevicostata
- Protaetia lambillionea
- Protaetia latimarginalis
- Protaetia lenzi
- Protaetia leucogramma
- Protaetia leucopyga
- Protaetia lewisi
- Protaetia ligularis
- Protaetia limbicollis
- Protaetia lineata
- Protaetia lombokiana
- Protaetia longipennis
- Protaetia lorkovici
- Protaetia loudai
- Protaetia lugubrides
- Protaetia lugubris
- Protaetia lumawigi
- Protaetia luridoguttata
- Protaetia lyrata
- Protaetia mandschuriensis
- Protaetia marceani
- Protaetia marginicollis
- Protaetia mayeti
- Protaetia medvedevi
- Protaetia metallica
- Protaetia microbalia
- Protaetia miharai
- Protaetia miksici
- Protaetia miksiciana
- Protaetia milani
- Protaetia mindoroensis
- Protaetia mineti
- Protaetia minshanensis
- Protaetia mirifica
- Protaetia mixta
- Protaetia miyakoensis
- Protaetia montana
- Protaetia morio
- Protaetia multifoveolata
- Protaetia multiguttulata
- Protaetia neglecta
- Protaetia neonata
- Protaetia nigra
- Protaetia nigrobrunnea
- Protaetia nigropurpurea
- Protaetia nitididorsis
- Protaetia niveoguttata
- Protaetia nocturna
- Protaetia nodieri
- Protaetia novaki
- Protaetia nox
- Protaetia obiensis
- Protaetia oblonga
- Protaetia obscurella
- Protaetia obtusa
- Protaetia ochroplagiata
- Protaetia olivacea
- Protaetia opaca
- Protaetia orientalis
- Protaetia oschimana
- Protaetia palembangeana
- Protaetia papuana
- Protaetia paulianiana
- Protaetia pauperata
- Protaetia pavicevici
- Protaetia pectoralis
- Protaetia peregrina
- Protaetia persica
- Protaetia petrovi
- Protaetia philippensis
- Protaetia plebeja
- Protaetia porloyi
- Protaetia potanini
- Protaetia pretiosa
- Protaetia procera
- Protaetia proctotricha
- Protaetia prolongata
- Protaetia prunina
- Protaetia pryeri
- Protaetia pseudohageni
- Protaetia pseudoheydeni
- Protaetia puncticollis
- Protaetia purpureipes
- Protaetia purpurissata
- Protaetia quadriadspersa
- Protaetia querula
- Protaetia rana
- Protaetia rataji
- Protaetia reflexa
- Protaetia regalis
- Protaetia renei
- Protaetia resplendens
- Protaetia rubrocuprea
- Protaetia rudis
- Protaetia rufescens
- Protaetia rufocuprea
- Protaetia ruteri
- Protaetia ruteriana
- Protaetia sakaiana
- Protaetia salomoensis
- Protaetia salvazai
- Protaetia sangirensis
- Protaetia sardea
- Protaetia sauteri
- Protaetia scepsia
- Protaetia scutellaris
- Protaetia sericophora
- Protaetia shamil
- Protaetia shelkovnikovi
- Protaetia siamensis
- Protaetia sircari
- Protaetia solorensis
- Protaetia soulai
- Protaetia speciosa
- Protaetia spectabilis
- Protaetia speculifera
- Protaetia splendidula
- Protaetia squamipennis
- Protaetia squamosa
- Protaetia strigicollis
- Protaetia subpilosa
- Protaetia subviridis
- Protaetia sulana
- Protaetia sulawesiana
- Protaetia sutchuenica
- Protaetia sutteri
- Protaetia szechenyi
- Protaetia taciturna
- Protaetia talicici
- Protaetia teisseyrei
- Protaetia tenuicollis
- Protaetia tenuivestis
- Protaetia ternatana
- Protaetia terrosa
- Protaetia tesari
- Protaetia thibetana
- Protaetia tibialis
- Protaetia timorensis
- Protaetia tomiana
- Protaetia tristicula
- Protaetia trojana
- Protaetia tropida
- Protaetia turkestanica
- Protaetia turlini
- Protaetia uhligi
- Protaetia venerabilis
- Protaetia ventralis
- Protaetia vermifer
- Protaetia whitehousei
- Protaetia vidua
- Protaetia wiebesi
- Protaetia vietnamica
- Protaetia wongi
- Protaetia yunnana
- Protaetia zagrosica